# فرانتيسيك نيومان
فرانتيسيك نيومان (بالتشيكية: František Neumann)‏ هو موزع وملحن تشيكي، ولد في 16 يونيو 1874 في برشيروف في التشيك، وتوفي في 25 فبراير 1929 في برنو في التشيك.